# Johann Friedrich Lindwedel
Johann Friedrich Lindwedel (* 18. August 1813 in Schloß Ricklingen; † 8. Oktober 1888 in Oesdorf) war ein deutscher Ökonom und Politiker (NLP).
Lindwedel war der Sohn des Pfarrers Ernst Lorenz Konrad Lindwedel (1774–1852) und dessen Ehefrau Hedwig Henriette, geborene Crusen. Er heiratete am 18. Juni 1863 in Pyrmont Anna Maurer (1839–1919) aus Gifhorn. Lindwedel lebte als Ökonom in Pyrmont. 1866 war er Abgeordneter im Landtag des Fürstentums Waldeck-Pyrmont. Er wurde im Wahlkreis Pyrmont gewählt.